# ボルン–オッペンハイマー近似
ボルン–オッペンハイマー近似（ボルン–オッペンハイマーきんじ、英: Born–Oppenheimer approximation）とは、電子と原子核の運動を分離して、それぞれの運動を表す近似法である。この近似は、原子核の質量が電子の質量よりも遥かに大きいために可能となる。
まず、電子状態については、原子核が固定されているものとして、電子波動関数とエネルギー固有値を求めることができる。これにより、ポテンシャルエネルギー曲線（曲面）を核の座標の関数として定義することができる。そして、核の波動関数は、核の運動がこのポテンシャルエネルギー曲面上に乗っているものとして求めることができる。
この近似により、分子の電子波動関数と振動・回転の波動関数を分離して求めることが可能になる。また、分子の励起に伴う振動状態の分布に関する、フランク＝コンドンの原理も説明することができる。